# Phragmatobia stertzi
Phragmatobia stertzi là một loài bướm đêm thuộc phân họ Arctiinae, họ Erebidae.